# فرارت
فرارت، روستایی از توابع بخش مرکزی شهرستان شهریار در استان تهران ایران است.

## جمعیت
این روستا در دهستان جوقین قرار دارد و براساس سرشماری مرکز آمار ایران در سال ۱۳۹۰، جمعیت آن ۱٬۷۶۱ نفر (۴۹۲خانوار) بوده‌است.
روستای فرارت دارای آب‌وهوای معتدل و دلپذیر در بیشتر ماه‌های سال می‌باشد.